# Estancia (Ginastera)
Estancia op. 8  glazba je za balet u jednom činu u pet slika koju je Ginastera po narudžbi skladao 1941. godine. Narudžba je otkazana te je Ginastera iz scenske glazbe izdvojio četiri stavka u istoimenu suitu, koja je danas najpoznatije Ginasterino djelo.

## Povijest
Alberto Evaristo Ginastera (Buenos Aires, 11. travnja 1916. - Ženeva, 25. lipnja 1983.) bio je argentinski skladatelj iz razdoblja modernizma. Glazbu je studirao u Buenos Airesu, a usavršavao se u SAD-u. Njegova glazba bazirana je na argentinskom folkloru. Skladao je scenska, orkestarska, komorna i klavirska djela. Već 1930-ih godina priznat je kao argentinski nacionalni skladatelj.
Ginastera je 1941. godine skladao balet po narudžbi Lincolna Kirsteina, impresarija trupe "Američke baletnog karavana" (American Ballet Caravan). Trupa se raspala 1942. godine te balet nije izveden i narudžba je otkazana.
Kao podloga za balet Ginasteri je poslužila poema Martín Fierro iz 19.stoljeća argentinskog pjesnika Joséa Hernándeza, koja opisuje život gauča. Zaplet Ginasterinog baleta je ljubavna priča između momka iz grada i kćeri vlasnika estancije, koja se odigrava u jednom danu na estaniciji.
Estancija (ili hacijenda; šp. estancia, hacienda) je vrsta imanja u Argentini (i južnoj Americi). To je ogroman komad zemlje za uzgoj goveda (slično američkom ranču) i za poljoprivredu. Po mjestu radnje, Ginastera je balet nazvao Estancia, koji je u popisu njegovih djela označen kao op. 8.
Da mu rad ne bi propao, Ginastera je iz baleta izdvojio 4 stavka u istoimenu suitu, op. 8a, koja je danas najpoznatije Ginasterino delo. Premijera suite izvedena je 12. svibnja 1943. godine u Kolumbovom kazalištu (Teatro Colón) u Buenos Airesu, i doživjela je veliki uspjeh. Ferrucio Calusio dirigirao je Orkestrom Kolumbovog kazališta (Orquesta Estable del Teatro Colón). U istom kazalištu je kasnije premijerno izveden i balet. Na premijeri 19. kolovoza 1952. godine nastupili su Balet i orkestar Kolumbovog kazališta (Ballet y Orquesta Estable del Teatro Colón), a koreograf je bio Michel Borowski.

## O glazbi
Orkestracija: 2 flaute (1 dublira pikolo), 2 oboe, 2 klarineta, 2 fagota, 4 horne, 2 trube, timpani, udaraljke, klavir, gudači

### Estanciaop. 8
Estancia je balet u jednom činu u pet slika (scena) s ukupno 12 glazbenih numera. U uvodu 1., 2. i 3. scene bariton pjeva/recitira stihove iz poeme "Martín Fierro".
Scene i stavci baleta su:
| Scena 1: | El amanecer                    | Zora                   |                                                          |
| Scena 1: | I Introducción y escena.       | Introdukcija i scena   | Allegro – Andante                                        |
| Scena 1: | II Pequeña danza I.            | Mali ples I.           | Allegro – Meno mosso                                     |
| Scena 2: | La mañana                      | Jutro                  |                                                          |
| Scena 2: | III Danza del trigo.           | Igra žita              | Tranquillo – [ ] – Tempo I ma un poco rubato             |
| Scena 2: | IV Los trabajadores agrícolas. | Radnici na farmi       | Tempo giusto                                             |
| Scena 2: | V Los peones de hacienda.      | Peoni s hacijende.     | Mosso e ruvido                                           |
| Scena 2: | VI Los puebleros.              | Seljani.               |                                                          |
| Scena 3: | La tarde                       | Popodne                |                                                          |
| Scena 3: | VII Triste pampeano.           | Pampaska sjeta         | Lento                                                    |
| Scena 3: | VIII La doma.                  | Rodeo                  | Allegro molto                                            |
| Scena 3: | IX Idilio crepuscular.         | Sutonska idila         | Adagio                                                   |
| Scena 4: | La noche                       | Noć                    |                                                          |
| Scena 4: | X Nocturno.                    | Nokturno               | Lento – Più lento – Tempo I – Più lento, quasi larguetto |
| Scena 5: | El amanecer                    | Zora                   |                                                          |
| Scena 5: | XI Escena.                     | Scena                  | Andantino – Lento                                        |
| Scena 5: | XII Danza final. Malambo.      | Završni ples. Malambo. | Allegro – Tempo di malambo                               |

### SuitaEstanciaop. 8a
Suita se sastoji od četiriju stavaka scenske glazbe:
| 1. | (IV)  | Los trabajadores agrícolas | Radnici na farmi       | Tempo giusto               |
| 2. | (III) | Danza del trigo            | Igra žita              | Tranquillo                 |
| 3. | (V)   | Los peones de hacienda     | Peoni s hacijende      | Mosso e ruvido             |
| 4. | (XII) | Danza final. Malambo.      | Završni ples. Malambo. | Allegro - Tempo di malambo |

Trajanje baleta je oko 35 minuta, a suite oko 12 minuta.